# Дьюла Сіладьї
Дьюла Сіладьї (угор. Szilágyi Gyula, 18 січня 1923, Дебрецен — 17 жовтня 2001) — угорський футболіст, що грав на позиції нападника.
Виступав, зокрема, за клуб «Вашаш», а також національну збірну Угорщини.
Чемпіон Угорщини, Футболіст року в Угорщині 1955 року. 

## Клубна кар'єра
У дорослому футболі дебютував 1939 року виступами за команду клубу «Дебрецен», в якій провів шість сезонів. 
1945 року перейшов до клубу «Вашаш», за який відіграв 15 сезонів. Більшість часу, проведеного у складі «Вашаша», був основним гравцем атакувальної ланки команди. У складі «Вашаша» був одним з головних бомбардирів команди, маючи середню результативність на рівні 0,82 голу за гру першості. 1955 року був визнаний Футболістом року в Угорщині. 1957 року «Вашаш» виборов титул чемпіона Угорщини, а Сіладьї забив за сезон 17 голів, ставши таким чином найкращим бомбардиром сезону. Завершив професійну кар'єру футболіста виступами за команду «Вашаш» у 1960 році.
Помер 17 жовтня 2001 року на 79-му році життя.

## Виступи за збірну
1947 року дебютував в офіційних матчах у складі національної збірної Угорщини. Протягом кар'єри у національній команді, яка тривала 4 роки, провів у формі головної команди країни 12 матчів, забивши 9 голів.

## Титули і досягнення

### Командні
- Чемпіон Угорщини (1):

«Вашаш»: 1957

### Особисті
- Футболіст року в Угорщині (1): 1955
- Найкращий бомбардир чемпіонату Угорщини (1): 1957 (17 голів)